# Las Alfalfas
Las Alfalfas är en ort i Mexiko.   Den ligger i kommunen Lagos de Moreno och delstaten Jalisco, i den centrala delen av landet, 400 km nordväst om huvudstaden Mexico City. Las Alfalfas ligger 1 878 meter över havet och antalet invånare är 114.
Terrängen runt Las Alfalfas är platt åt nordväst, men åt sydost är den kuperad. Runt Las Alfalfas är det ganska tätbefolkat, med 56 invånare per kvadratkilometer. Närmaste större samhälle är Lagos de Moreno, 4,2 km nordväst om Las Alfalfas. I omgivningarna runt Las Alfalfas växer huvudsakligen savannskog.